# Vicente Latorre
Vicente Latorre (Valencia, España, 14 de agosto de 1960) es un exfutbolista español que se desempeñaba como centrocampista. Fue capitán del Levante UD durante diez temporadas y ostenta el récord de máximo goleador de la historia del club con 111 goles.

## Clubes
| Club           | País   | Año       |
| -------------- | ------ | --------- |
| Levante U. D.  | España | 1981-1990 |
| Orihuela C. F. | España | 1990-1991 |